# GNU Affero General Public License
GNU Affero General Public License（略称: Affero GPL、AGPL）とは、自由ソフトウェアのサーバソフトウェアに適したソフトウェアライセンスである。時折非公式にはAffero Licenseとも呼ばれる。
GPLv2のコピーレフト条項がASPでは適用されない課題を解決するため、2002年3月にAffero, Inc.がAGPLv1を策定し、2007年11月19日にフリーソフトウェア財団がAGPLv3を策定した。いずれもASPでもコピーレフト条項が適用される強いコピーレフトライセンスである。AGPLv3はフリーソフトウェア財団、オープンソース・イニシアティブ、Debianプロジェクトの承認している信頼性の高いソフトウェアライセンスである。

## 歴史
2000年、e-ラーニングやe-ビジネスのビジネスモデルを開発中だったヘンリー・プールはアムステルダムでリチャード・ストールマンと面会し、GPLv2のASPの抜け穴について話し合った。その後数ヶ月間、ストールマンとプールは問題の解決策を議論した。2001年、プールはWebサービス企業Affero, Inc.を創設した。このため、Afferoのコードを他の組織が使って派生Webサービスを立ち上げることを可能にするライセンスがすぐにも必要となった。このとき、プールはGPLv2のASPループホールを閉じる新たなライセンスについて助言を得るため、さらにフリーソフトウェア財団のブラッドリー・M・クーンとエベン・モグレンに接触した。
2002年2月後半ごろ、クーンは自身のソースコードを表示するプログラムの考え方に基づき、GPLv2に2(d)節を補うことを示唆した。すなわち、二次的著作物 (derivative works) において対応する完全なソースコードを提供する「ソースダウンロード」機能の保持を求める条項である。クーンはGPLv2の2(c)節に基づいて下流の頒布者や修正者に対して特定の機能の保持を要求するような要項の先例があると主張した。
モグレンとクーンは2(d)節の案を作成しプールに提示し、その目的でのGPLv2の派生ライセンスの公表をFSFが許可した。2002年3月、Affero, Inc.は最初のAffero General Public License (AGPLv1) をAfferoプロジェクトで使用するライセンスとして公表し、他のSaaS開発者がこのライセンスを自由に使えるようにした。
FSFはAGPLv1の特殊条項をGPLv3に加えることを検討したが、最終的には別のライセンスとすることを決定した。それはGPLv3とほとんど同一だが、AGPLv1の2(d)節とよく似た条項を含んでいる。この新たなライセンスはGNU Affero General Public Licenseと命名され、AGPLv1と歴史的に極めて密接に関連していることをその名で示した。GNU AGPLにはGPLのバージョンと合わせるためバージョン番号3が付与されたため、現在のGNU Affero General Public LicenseはしばしばAGPLv3と略記される。
AGPLv3の最終版は2007年11月19日、FSFが公表した。
AGPLv3を最初に採用したソフトウェアはstetである（2007年11月21日）。これはFSFがライセンスを策定する際に草稿（ドラフト）を公開して一般からコメントを求めるためのウェブアプリケーション・ソフトウェアであり、（事実これを利用してGPLv3とAGPLv3が策定された故）自身のライセンスを生み出すのに使われた唯一のソフトウェアと言われている。

## 誓約
AGPLは、元になったGNU GPLのバージョンとは異なり、コンピュータネットワーク上でのソフトウェアの使用についての条項を加えてある。その追加条項では、AGPLライセンスの著作物（通常、ウェブアプリケーション）のネットワークユーザーに対して、完全なソースコードを提供可能にしておくことを要求する。
AGPLは、以前から指摘されていた通常のGPLにあるアプリケーションサービスプロバイダの「抜け穴」("loophole")（ASPループホール）を閉じるよう設計された。すなわち、GPLのソフトウェアをASPで用いた場合にソフトウェアは単に利用されるだけで頒布 (distribution; 配布) されるわけではなくコピーレフト条項が発動しない、という問題を解決する。
ただし、AGPLであっても、ライセンス対象ソフトウェアが「リモートでコンピュータネットワークを介し対話的にやりとり」していない場合は、コピーレフト条項の適用について曖昧さが生じる。ライセンスされたソフトウェア本体をサービスとして提供する場合がこれにあたり、そのためMongoDBは2018年、ソフトウェア本体のサービス提供もコピーレフト適用の対象とする条項を加えた独自ライセンスServer Side Public Licenseに移行した。

## バージョン
Affero, Inc.が策定したバージョン1とフリーソフトウェア財団が策定したバージョン3がある。
| バージョン                                   | 作者                                 | ベース                                        |
| -------------------------------------------- | ------------------------------------ | --------------------------------------------- |
| Affero General Public License, version 1     | Affero, Inc.（2002年3月）            | GNU General Public License, version 2 (GPLv2) |
| GNU Affero General Public License, version 3 | フリーソフトウェア財団（2007年11月） | GNU General Public License, version 3 (GPLv3) |

## 標準化団体の承認
フリーソフトウェア財団 (FSF) は、一般にネットワーク上で動作するソフトウェアについて GNU AGPLv3の適用を考慮することを推奨している。Open Source Initiativeは、Funambolからのライセンスレビュー依頼を受け、2008年3月にGNU AGPLv3をオープンソースライセンスとして承認した。Debianプロジェクトは、2008年に利用者からの質問に対してGNU AGPLv3がDebianフリーソフトウェアガイドラインに適応するライセンスであるとコメントした。

## GPLとの互換性
AGPLのどちらのバージョンも、それらのベースとなっているGNU GPLと同様、強いコピーレフトライセンスである。FSFの判断によれば、AGPLv1は2(d)節を加えたことで、両者はほぼ似通っているライセンスにもかかわらず、GPLv2と非互換になっている。すなわち、それら両方のライセンスのコンポーネントをまとめて単一の著作物として頒布することはできない。
対照的にGPLv3とAGPLv3には相互に互換な節があり、両ライセンスは互換性がある。両方のライセンスの13節で、一方のライセンスで提供されているコードともう一方のライセンスで提供されているコードをリンクして1つの著作物とし、それを伝達すること (conveying; 譲渡。頒布, distributionの言い換え) が許されることが明記されている。ただし、それにも関わらず、一方のライセンスを他方のライセンスで再ライセンスすることは許されない 。このようにして両方のライセンスのコピーレフトを緩めることで、そのような組み合わせの頒布を可能にしている 。
AGPLv1からFSFのAGPLv3へのアップグレードを可能にするため、Affero, Inc.は Affero General Public License version 2 を発表した。これは純粋に移行のためのライセンスであり、「AGPLv1またはAffero, Inc. が公開したそれ以降の任意のバージョン」でライセンスしたソフトウェアの受領者は、そのソフトウェアまたは二次的著作物の頒布をAGPLv3で行うことができる、というものである。

## AGPLを採用したウェブアプリケーションの一例
- CiviCRM（英語版）
- co-ment（英語版）
- Diaspora（英語版）
- eyeOS
- Feng Office Community Edition（英語版）
- Funambol（英語版） - 携帯用プッシュ型電子メールとクラウド同期ソフトウェア
- Launchpad
- Jappix（英語版）
- マストドン
- Menéame（英語版）
- OpenERP（英語版）
- OTRS
- ProcessMaker（英語版） - BPMとワークフローフレームワーク[10]
- R Studio（英語版）
- Shinken（英語版）
- StatusNet（英語版）
- Stet
- Akvo Really Simple Reporting (Akvo RSR)
- Alfanous
- Canvas-lms
- identi.ca
- Misskey